# جان ریدلی
جان ریدلی (به انگلیسی: John Ridley) (زاده ۱ اکتبر ۱۹۶۴) فیلمنامه‌نویس، کارگردان تلویزیونی، رمان‌نویس و مجری برنامه‌های تلویزیونی آمریکایی است که با فیلم ۱۲ سال بردگی شناخته می‌شود و برای آن جایزه اسکار بهترین فیلمنامه اقتباسی را دریافت کرد. او همچنین سازنده و مجری سریال گلچین جرم آمریکایی است. در سال ۲۰۱۷ او فیلم مستند بگذار سقوط کند: لس آنجلس را کارگردانی کرد.
از آثار کارگردانی او می‌‌توان به فیلم‌های جیمی: همه‌چیز کنار من است و شرلی اشاره کرد.